# 文化芸術懇話会
文化芸術懇話会（ぶんかげいじゅつこんわかい）は、自由民主党に所属する若手国会議員有志でつくる芸術家を講師に招いて意見交換を行う勉強会である。代表は木原稔衆議院議員。

## 概要
肩書はいずれも結成当時。
九条の会を始めとした各種護憲団体に著名な“進歩的文化人”が多数参加し、また2015年5月には自由民主党の若手リベラル国会議員27人（武井俊輔・國場幸之助・石崎徹・福田達夫他）により「過去を学び、分厚い保守政治を目指す若手議員の会」が立ち上げられた現状を憂えた若手タカ派によって結成された勉強会である。自由民主党青年局局長・木原稔が呼びかけ人となり、2015年5月27日に準備会合を開催した。この準備会合には、内閣官房副長官の加藤勝信や党総裁特別補佐の萩生田光一など20名ほどが出席した。同会への参加予定者の一人は「有名人に『首相（安倍晋三）のやっていることは正しい』と発信してもらえば、一気に広まる」と期待を示し、「憲法改正の国民投票まで見据え『自民党政権応援団』を増やす狙い」と報じられた。
また、文化芸術懇話会の設立に際し、呼びかけ人となった木原稔は自由民主党総裁ネット戦略アドバイザーの山本一太に助言を仰いでいる。参議院議員会館において、木原は山本に対し会の目的や活動内容などを事前に説明した。説明を受けた山本は「『保守系の文化人に自民党の考え方を発信してもらう』という趣旨は、けっして悪くない」と感じたため、木原に対して助言を行っていた。
同年6月25日、自由民主党本部で初めての会合が開催され、正式に発足した。加藤勝信や萩生田光一と外務大臣政務官の薗浦健太郎を中心に、自由民主党に所属する若手の国会議員37名が出席した。文化芸術懇話会の代表には、呼びかけ人の木原稔が就任することになった。設立趣意書によれば、文化芸術懇話会の目的は、芸術家との意見交換を通じて「心を打つ『政策芸術』を立案し、実行する知恵と力を習得すること」だとされている。月1回のペースで会合を開催する予定とされていた。
なお、文化芸術懇話会に参加した国会議員は内閣総理大臣の安倍晋三を支持する者が多く、自由民主党総裁選挙での安倍の無投票再選を目指すことも狙いの一つだとされている。同会には、加藤勝信をはじめ薗浦健太郎や内閣府大臣政務官の松本洋平など、第3次安倍内閣の現職の内閣官房副長官や大臣政務官が参加している。また、第2次安倍内閣において厚生労働大臣政務官を務めた高鳥修一、国土交通大臣政務官（兼復興大臣政務官）を務めた坂井学、防衛大臣政務官を務めた木原稔など、安倍政権下で主要な地位に就き安倍を支えてきた国会議員も参加している。

## 沿革

### 初回会合
2015年（平成27年）6月25日に行われた初回会合の出席者には、総裁安倍晋三に近い議員も多く、同年9月に行われる予定の総裁選挙を前に、安倍の無投票再選の機運を高める狙いがあるとされた。
出席者からは、安保法案を批判する報道に関し「マスコミをこらしめるには広告料収入をなくせばいい。文化人が経団連に働き掛けてほしい」「悪影響を与えている番組を発表し、そのスポンサーを列挙すればいい」との声が上がり、「安全保障関連法案をどうわかりやすく説明したらいいか」との質問や「（安保関連法案を違憲とする）憲法学者や元内閣法制局長官に全く権威はない」との声が出たという。
また、講師として招かれた作家の百田尚樹は、集団的自衛権の行使容認に賛成の立場を表明した上で、政府の対応について「国民に対するアピールが下手だ。気持ちにいかに訴えるかが大事だ」と指摘し、「反日とか売国」という表現を使いながら、「日本を貶める目的をもって書いているとしか思えないような記事が多い」と指摘すると、参加議員から「そうだ、そうだ」と賛同の声が上がったという。さらに、百田は、沖縄県の地元紙・沖縄タイムスと琉球新報の2紙が政府に批判的だとの意見が出たことに対して、「沖縄の二つの新聞はつぶさないといけない。あってはいけないことだが、沖縄のどこかの島が中国に取られれば目を覚ますはずだ」と主張した。また、百田はさらに、普天間基地について、「もともと普天間基地は田んぼの中にあった。そこを選んで住んだのは誰やねん」と述べた他、戦時中の沖縄について「沖縄は本当に被害者やったのか。そうじゃない」などと述べた。また、講演の中では、軍隊を持たないナウル、バヌアツ、ツバルなどを名指しして「くそ貧乏長屋。とるものも何もない」「アイスランドは年中、氷。資源もない。そんな国、誰がとるか」などと述べた。
同会代表に就いた木原稔は、会合後、記者団に「党所属国会議員として、党や政府が進めようとしていることを後押しするのは当然だ」と強調し、「政局のための会合ではない」と強調する一方、総裁選は無投票再選が望ましいとの認識を示した。また、「百田氏は自分の強い信念に基づいて発信し、国民に受け入れられている。われわれ政治家が学ばなきゃいけない」と述べた。ツイッターにおいても「ベストセラー作家から、あらためて言葉の大切さを学びました。」と感想を述べた。
また、同会に出席した内閣官房副長官の加藤勝信も、百田の講演について「意見は拝聴に値する」などと述べた。その他、同じく同会に出席した鬼木誠は、同会についての共同通信の取材に対し、「沖縄の2紙がひどいとは思う」「実際に読んで検証していないので、あくまでもイメージですよ」と述べた。
| 氏名 （当選回数、選挙区等）        | 意見 |
| ---------------------------------- | --- |
| 大西英男衆院議員 （2回、東京16区） | 「マスコミを懲らしめるには、広告料収入がなくなるのが一番。政治家には言えないことで、安倍晋三首相も言えないことだが、不買運動じゃないが、日本を過つ企業に広告料を支払うなんてとんでもないと、経団連などに働きかけしてほしい」 |
| 井上貴博衆院議員 （2回、福岡1区）  | 「福岡の青年会議所理事長の時、マスコミをたたいたことがある。日本全体でやらなきゃいけないことだが、スポンサーにならないことが一番（マスコミは）こたえることが分かった」 |
| 長尾敬衆院議員 （2回、比例近畿）   | 「沖縄の特殊なメディア構造をつくったのは戦後保守の堕落だ。先生なら沖縄のゆがんだ世論を正しい方向に持っていくために、どのようなアクションを起こすか。左翼勢力に完全に乗っ取られている」 |
| 百田尚樹 （作家）                  | 「本当に沖縄の二つの新聞社は絶対つぶさなあかん。沖縄県人がどう目を覚ますか。あってはいけないことだが、沖縄のどっかの島でも中国にとられてしまえば目を覚ますはずだ」 「もともと普天間基地は田んぼの中にあった。周りに何もない。基地の周りが商売になるということで、みんな住みだし、今や街の真ん中に基地がある。騒音がうるさいのは分かるが、そこを選んで住んだのは誰やと言いたくなる。基地の地主たちは大金持ちなんですよ。彼らはもし基地が出て行ったりしたら、えらいことになる。出て行きましょうかと言うと『出て行くな、置いとけ』。何がしたいのか」 「沖縄の米兵が犯したレイプ犯罪よりも、沖縄県全体で沖縄人自身が起こしたレイプ犯罪の方が、はるかに率が高い」 「政治家というのは、理念、信念、大事ですが、言葉が大事だ。戦争と愛については何をしても許されるという言葉があるが、政治家もある程度『負』の部分はネグったらいい。いかに心に届くか。その目的のためには多少……もちろんウソはダメですが」 |

### 内外への影響
初回会合の様子は、当日の夜に報道された。翌6月26日午前、内閣官房長官の菅義偉は、前日に行われた文化芸術懇話会での「マスコミを懲らしめる」といった発言について「報じられたことが事実だとすれば、どう考えても非常識だと思う。国民の審判を受けて国会に来た人は、自らの発言に責任を持つべきだ」と答えた。また、同日午前には、自由民主党幹事長の谷垣禎一が、同懇話会で出た発言について「党外の方が講師で見えてどういう話をなさったかは、私はそれぞれのお考えがあると思いますね。だから私は、それについては特段コメントをしようとは思いません。白熱した議論のときは、いろいろメディアの方から見れば不愉快な発言も出るかもしれません。またメディアの方に時々、私どもに不愉快な発言があるのも事実でございまして、時々そういうことでお互いにボルテージが上がるということはあると思いますが、『冷静に双方いきましょう』ということではないでしょうか。」と答えた。
さらに、同日に行われた衆議院我が国及び国際社会の平和安全法制に関する特別委員会の審議では、民主党の寺田学と辻元清美が、内閣総理大臣の安倍晋三らに対して報道の事実確認を求め、認識などを質問した。報道された事実について、安倍は「確認していない」などと答えたため、午後の審議冒頭にて衆議院我が国及び国際社会の平和安全法制に関する特別委員長の浜田靖一が「（報道された）そのような趣旨の発言があったことが分かった」と認め「甚だ遺憾だ」と発言した。
同日夜には、懇話会での百田の発言にあった「沖縄の二つの新聞社」に当たる琉球新報と沖縄タイムスが、編集局長名で共同抗議声明を発表した。また、同日深夜に放送されたテレビ朝日系の討論番組「朝まで生テレビ!」では、当初出演が予定されていた自由民主党の若手議員が全員出演を見合わせた。公明党議員も「与党として足並みをそろえたい」として出演しなかったため、野党議員のみによる討論になってしまった。これも、同懇話会について追及を回避したとの見方もあり、司会を務めた田原総一朗は、番組終了後、「完全な敵前逃亡。番組を28年やっていますけど、こんなことは前代未聞です」と述べた。

### 党内処分
2015年6月26日、国会対策委員長の佐藤勉は、文化芸術懇話会の代表を務める自由民主党青年局長の木原稔に対し、役職を辞任するよう促した。しかし、木原はこの働きかけには応じず、役職の辞任を拒んだ。木原が自発的な辞任に応じないことから、同年6月27日午前、佐藤は自由民主党幹事長の谷垣禎一らと協議し、処分することを決定した。
同日の記者会見において、谷垣は「（懇話会で）報道および言論の自由を軽視するかのような発言がなされた。また、沖縄県民の思いを受け止めるべく努力してきた自民党の努力を無にするかのごとき発言がなされた」と厳しく批判した。谷垣は「国民の信頼を大きく損なうもので看過できないと判断した」と述べ、木原を同日付で更迭し、1年間の役職停止処分にすると発表した。また、発言した大西英男、井上貴博、長尾敬の3名に対しては、厳重注意処分とした。
有志による勉強会を巡る処分は異例であったが、安全保障関連法案の国会審議への影響を考慮し、早期に事態収拾を図る必要があると判断したとされる。また、谷垣は、自由民主党総裁の安倍晋三と同日に協議した上で対応を決め、4人に伝達したことも明らかにした。木原は処分発表に先立ち、「国会運営に迷惑をかけたことは大変申し訳ない。どういう処分でも受ける」と語った。
同月30日になって、大西英男が国会内で記者団の質問に対して、安全保障関連法案に批判的な報道機関について、再び「懲らしめなければいけないんじゃないか」などと述べた。また、「誤った報道をするようなマスコミに対して広告は自粛すべきじゃないか」とも語った。これらの度重なる発言に対して自民党執行部は、同日夜、大西を2度目の厳重注意処分とした。
その後同年10月、木原の処分については「反省の情が顕著だった」として処分期間が3ヶ月に短縮されたため、期間満了扱いとなった。
処分の影響もあってか、これ以降の会合の開催は確認されておらず、事実上の休眠状態となっている。

## 初回会合参加者
初回会合参加者は以下の37人（当選回数、選挙区等は当時のもの）。このうち32人が神道政治連盟国会議員懇談会のメンバーであり、20人は清和政策研究会に所属すると、高野孟は指摘する。また、27人が日本会議国会議員懇談会のメンバーである。

### 衆議院議員
| 加藤勝信 （5回、岡山5区）    | 萩生田光一 （4回、東京24区） | 木原稔 （3回、熊本1区）    | 坂井学 （3回、神奈川5区）    |
| 薗浦健太郎 （3回、千葉5区）  | 高鳥修一 （3回、新潟6区）    | 松本洋平 （3回、東京19区） | 青山周平 （2回、比例東海）   |
| 池田佳隆 （2回、比例東海）   | 石川昭政 （2回、比例北関東） | 井上貴博 （2回、福岡1区）  | 大岡敏孝 （2回、滋賀1区）    |
| 大西英男 （2回、東京16区）   | 鬼木誠 （2回、福岡2区）      | 熊田裕通 （2回、愛知1区）  | 今野智博 （2回、比例北関東） |
| 佐々木紀 （2回、石川2区）    | 白須賀貴樹 （2回、千葉13区） | 田畑裕明 （2回、富山1区）  | 長尾敬 （2回、比例近畿）     |
| 藤原崇 （2回、比例東北）     | 星野剛士 （2回、神奈川12区） | 堀井学 （2回、北海道9区）  | 前田一男 （2回、比例北海道） |
| 宮川典子 （2回、比例南関東） | 宮澤博行 （2回、静岡3区）    | 簗和生 （2回、栃木3区）    | 山下貴司 （2回、岡山2区）    |
| 山田賢司 （2回、兵庫7区）    | 大西宏幸 （1回、比例近畿）   | 岡下昌平 （1回、比例近畿） | 谷川とむ （1回、比例近畿）   |
| 宗清皇一 （1回、大阪13区）   |                              |                            |                              |

### 参議院議員
| 滝波宏文 （1回、福井県） | 長峯誠 （1回、宮崎県） | 宮本周司 （1回、比例区） |

## 批判
漫画家の小林よしのりは本会を「安倍応援団」と呼んで強く批判しており、会合での百田尚樹の発言については「でたらめな発言」、大西英男の「マスコミを懲らしめるには広告料収入を断て」という趣旨の発言については「言論統制」だとして強く非難した。また会合での意見全体については「野蛮」、「暴言だらけの言論」、「劣化したネトウヨ的妄言」であるとした上で「妄言勉強会」と揶揄した。